# BKK 2000
Die BKK 2000 war eine Betriebskrankenkasse mit Sitz in Bocholt. Die Betriebskrankenkasse war bundesweit (außer Brandenburg, Bremen, Schleswig-Holstein, Saarland) für alle Versicherten und ihre Familienangehörigen geöffnet. Die Betriebskrankenkasse hatte zuletzt 14 Geschäftsstellen, hauptsächlich in Nordrhein-Westfalen.

## Geschichte
Die BKK 2000 entstand am 1. Januar 1996 aus der Fusion von 21 Betriebskrankenkassen:
- BKK Ibena, Bocholt
- BKK Hecking, Neuenkirchen
- BKK Paguag, Düsseldorf
- BKK Pintsch Bamag, Dinslaken
- BKK Schade Dortmund, Dortmund
- BKK Borgers, Bocholt
- Herta BKK, Herten
- BKK Cramer, Greven
- BKK Aschendorff, Münster
- BKK Aluminiumwerk Unna, Unna
- BKK Baumwolle Gronau, Gronau/Westf.
- BKK Bertelsmann / Niemann, Bielefeld
- BKK Berzelius, Duisburg
- BKK Biederlack, Greven
- BKK Vorwerk und Sohn, Wuppertal
- BKK Wiederholt, Holzwickede
- BKK Westig, Unna
- Betriebskrankenkasse der apetito AG, Rheine
- BKK Westfalia Becorit, Lünen
- Betriebskrankenkasse der hülsta-werke, Stadtlohn
- BKK Union Fröndenberg, Fröndenberg/Ruhr

Zum 1. April 1996 folgten die BKK Geha (Hövelhof), die BKK Sudhaus (Iserlohn) und die BKK Erbslöh (Velbert), zum 1. Juli 1996 die BKK Witte, Stephan (Velbert). Am 1. Oktober 1996 kam die BKK Putsch (Hagen) hinzu. Am 1. Januar 1997 trat die BKK Stocko (Wuppertal) der BKK 2000 bei. Ein Jahr später, am 1. Januar 1998 folgte die BKK TECA/Parker-Eo (Bielefeld). Damit bestand die BKK 2000 zuletzt aus 28 Betriebskrankenkassen und war die Betriebskrankenkasse mit den meisten Fusionen bundesweit.
Zum 1. Juli 2003 ging die BKK 2000 in der BKK vor Ort (heute Viactiv BKK) auf.